# Lindera glauca
Lindera glauca là loài thực vật có hoa trong họ Nguyệt quế. Loài này được (Siebold & Zucc.) Blume miêu tả khoa học đầu tiên năm 1851.